# Бонаркадо
Бона̀ркадо (на италиански: Bonarcado; на сардински: Bonaccattu, Бонакату) е село и община в Южна Италия, провинция Ористано, автономен регион и остров Сардиния. Разположено е на 284 m надморска височина. Населението на общината е 1650 души (към 2010 г.).